# يحيى دفتردار
يحيى أفندي بن محمد سعيد بن يحيى دفتردار (1847 - 1927 م) (1263 - 1346 هـ) فقيه حنفي حجازي. ولد في المدينة ونشأ بها. حفظ القرآن في صباه، ثم حضر بحلقات المسجد النبوي طلبًا للعلم ثم قصد الآستانة وفيها تعلم التركية والفارسية والفرنسية ودرس علمي التاريخ والجغرافيا، ونال الشهادات العالية، ثم عاد إلى المدينة فتولى مقعدًا للتدريس في المسجد النبوي، ثم عين محتسبًا للمدينة ورئيسًا لأدلاء المسجد النبوي، ثم عيّن قاضيًا (قاضي أزمير)، كما كان خطيبًا في المسجد النبوي. نشط في مجال الخطابة وذاع صيته حتى منحه السلطان عبد الحميد لقب كبير الخطباء يوم افتتاح خط حديد الحجاز. سجن في الطائف 1906 حين كان علي باشا التركي حاكمًا على المدينة، وتعرضت مكتبته الخاصة لحريق أثناء الحرب العالمية الأولى، طالت نيرانه ديوان أشعاره وخطبه المخطوطة. له قصائد متفرقة في مصادر أغلبها شفهية. توفي في مسقط رأسه ودفن في البقيع. 

## سيرته
هو يحيى بن محمد سعيد بن يحيى بن عمر دفتر دار الحنفي المدني. ولد بالمدينة بإيالة الحبشة العثمانية سنة 1263 هـ ونشأ بها. توفي والده وهو رضيع فعينت أمه بتربيته وهو ينتمى إلى آل دفتر دار. عندهما بلغ سن التعليم والتكليف حفظ القرآن وجوده على يد أحد العلماء. ثم شارك بحلقات المسجد النبوي وتتلمذ عى يد علمائه وقد تعلم من علوم دينية في عصره واللغة العربية وبعض العلوم الرياضية. 

وفي عام 1281 هـ/ 1864 م سافر إلى اسطنبول والتحق بالمدارس الحديثة ومكث في رعاية الوزير أحمد راغب باشا واجتهد وتعلم فنون شتى وفقد تعلم اللغة التركية والفارسية وألمّ بشيء من الفرنسية ودرس علميّ التاريخ والجغرافيا والعوم الرياضية ونال الشهادات العالية. 

ثم عاد إلى المدينة وتصدر للتدريس في المسجد النبوي وشاع صيته وعرفه المسؤولون في الدولة فعيّن بأمر عثماني محتسبًا للمدينة ورئيس أدلاء المسجد النبوي. وفي عهد العثماني عين في مناصب عديدة أخرى من أهمها نال رتبة قاضي إزمير. وكان في تركيا يخطب ويحاضر في المساجد بالعربية ثم يثني بتفسير الآيات وشرح الأحاديث بالتركية عثمانية. 

في أثناء خروجه من المدينة في وقت الحرب العالمية الأولى احترقت داره التي كانت تقع في العنبرية عند غيابه وحرقت مكتبته وديوان الخطب. 

تولى مشيخة الأئمة والخطباء في المسجد واستمر على هذه الوظيفة حتى وفاته في المدينة في أواخر عام 1345 هـ/ 1927 م عن عمر يناهز الثانية والثمانين وقد صلى عليه بالمسجد النبوي ودفن في بقيع الغرقد. 

## شعره
ذكره عبد العزيز البابطين في معجمه وقال «المتاح من شعره قليل جدًا، منه مقطوعة نظمها في استقبال الخديو عباس، يمدحه فيها ويثني على أفضاله، وله أخرى نظمها وقد شعر بدنو أجله مخاطبًا طبيبه، فيها نبرة يأس من الشفاء، وإحساس عميق بالموت، واستغفار من الذنوب، وتوسل وطلب المغفرة، لغته سلسة وخياله قريب.» l من شعره بعنوان هل للمنيَّةِ طِبٌّ أنشده قبيل وفاته :